# Suprematism

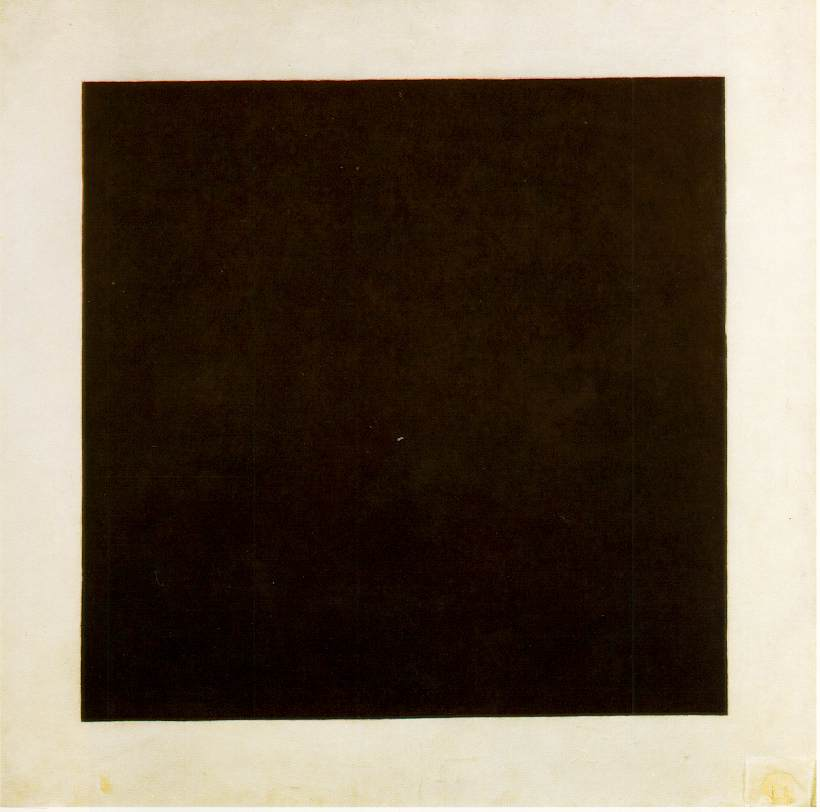
Svart kvadrat (1915) av Kazimir Malevitj.

Suprematism var en rysk konstriktning. Den som först myntade ordet "suprematism" som benämning på sin konst var den ryske konstnären Kazimir Malevitj (1878–1935). Hans nonfigurativa konst byggde på bara några få geometriska grundelement. Kända målningar är Svart kvadrat och Vitt på vitt. En efterträdare till Malevitj var Aleksandr Rodtjenko. Suprematismen räknas till den avantgardistiska konsten.
Det finns bara ett verk av Malevitj i Sverige, Suprematistisk komposition, som finns på Moderna Museet i Stockholm.